# Gottlieb Wernsdorf
Gottlieb Wernsdorf starší (25. února 1668 – 1. července 1729) byl profesor luterské teologie ve Wittenbergu, probošt tamějšího zámeckého kostela a generální superintendent, původem potomek českých exulantů.
Patřil k nejvýznamnějším představitelům luterské ortodoxie 18. století. Svůj celoživotní úkol viděl v ochraně ryzí luterské nauky, a proto potíral všechny duchovní proudy, které ji dle jeho názoru ohrožovaly – zejména pietismus a mysticismus. Vydal mimo jiné štvavý spisek proti těšínským pietistům.